# Pierre Le Grève
Pierre Auguste Oscar Victor Le Grève, ook Legrève, (Elsene, 28 januari 1916 - Brussel, 1 augustus 2004) was een Belgisch volksvertegenwoordiger.

## Levensloop
Le Grève promoveerde tot licentiaat wijsbegeerte en letteren aan de ULB. Hij werd atheneumleraar.
Als student al verliet hij het burgermilieu waar hij toe behoorde en sloot zich aan bij de Belgische volgelingen van Leon Trotski, onder leiding van Georges Vereeken.
Onder de wapens in mei 1940 nam hij deel aan de Achttiendaagse Veldtocht. Bij de overgave bevond hij zich met zijn regiment in Montpellier. Hij verliet zijn kameraden en vertrok naar België. Hij hernam er zijn militante activiteiten, onder meer de verspreiding van het blad Contre le courant. Hij bracht praktisch de hele oorlog in de clandestiniteit door, achtervolgd zowel door de Duitsers als door de stalinistische communisten.
Na de oorlog ontstond een fusie tussen de twee bestaande trotskistische groepen die samen de Parti communiste internationaliste stichtten, als Belgische sectie van de IVe internationale. Hij werd lid van het politiek bureau en bleef dat gedurende dertig jaar.
Na arbeider in Charleroi en handelsvertegenwoordiger te zijn geweest, kon hij leraar lekenmoraal worden in het atheneum van Elsene.
Vanaf 1951 pasten de trotskisten de tactiek toe van infiltratie binnen de Belgische Socialistische Partij. Le Grève kon, niet zonder moeite, lid worden van de sectie Ukkel-Brussel. Tevens was hij lid van de vereniging van socialistische leerkrachten.
Toen de toekomst van Belgisch-Congo ter discussie kwam, slaagde Le Grève er in om op een socialistisch congres in juli 1956 te doen aannemen dat de Congolezen onmiddellijk de democratische vrijheden moesten verkrijgen.
Nadat het Front de Libération Nationale (FLN) de opstand was begonnen in Algerije, stichtte Le Grève in 1955 een Comité pour la paix en Algérie, een dekmantel voor ondersteuning vanuit België van de opstandelingen. De Franse geheime diensten zetten zich in tegen de Belgische helpers van het FLN en verschillende onder hen werden vermoord. Ook Le Grève ontsnapte aan een aanslag. Op 12 maart 1962 organiseerde hij in Brussel een meeting die een groot succes kende en waarop Jean-Paul Sartre het woord voerde.
Na de onafhankelijkheid, trok Le Grève naar Algerije en nam er deel aan een Conférence européenne d’aide non-gouvernementale à l’Algérie, die middelen zocht om de jonge republiek bij te staan. Deze organisatie werd later het Comité contre le néo-colonialisme et le fascisme, dat hulp verleende aan de linkse militanten in Marokko. Le Grève was ook een van de stichters van het Comité Vietnam dat grote manifestaties organiseerde. Hij voerde ook met succes campagne om de uitlevering aan frankistisch Spanje te verhinderen van de anarchist Abarca.
Tijdens de stakingen van 1960-1961 tegen de Eenheidswet, behoorde Le Grève tot de groep die de leiding van de Onderwijsvakbond buitenwipte. Voortaan waren het de algemene vergaderingen (sterk geïnfiltreerd door de trotskisten) die de beslissingen namen.
Hij werkte mee met Ernest Mandel en met hem stichtte hij eind 1956 het weekblad La Gauche - Links. Dit werd niet geapprecieerd binnen de Belgische Socialistische Partij die uiteindelijk eind 1964 de redacteurs van dit blad uit de partij sloot.
In 1965 slaagden de trotskisten er in om in Wallonië de Parti wallon des travailleurs en in Brussel de Union de la Gauche socialiste op te richten. In het arrondissement Brussel werd een kartel aangegaan met de Kommunistische Partij en bij de wetgevende verkiezingen werd Le Grève verkozen. Hij vervulde dit mandaat tot in 1968. In het parlement deed hij tussenkomsten over de rechten van vreemdelingen, ter verdediging van de Limburgse mijnstakingen, tegen de Griekse kolonels en hun staatsgreep en tegen de vestiging van de NAVO in België. Hij werd nadien, met enige moeite, opnieuw leraar in een Brussels atheneum. 
Rond 1975 maakte hij een einde aan zijn militante activiteiten, gehinderd als hij was door gezondheidsproblemen. Hij verklaarde nochtans dat hij trouw bleef aan zijn trotskistische idealen.

## Publicatie
- Souvenirs d’un marxiste anti-stalinien, La pensée universelle, 1996.